# Ormoy-lès-Sexfontaines
Ormoy-lès-Sexfontaines là một xã thuộc tỉnh Haute-Marne trong vùng Grand Est đông bắc nước Pháp. Xã này nằm ở khu vực có độ cao trung bình 294 mét trên mực nước biển.